# Degeliella versicolor
Degeliella versicolor är en lavart som först beskrevs av Hook. f. & Taylor, och fick sitt nu gällande namn av P. M. Jørg. Degeliella versicolor ingår i släktet Degeliella och familjen Pannariaceae.   Inga underarter finns listade i Catalogue of Life.